# Altfelder Graben
Der Altfelder Graben, auch Altenfelder Graben genannt, ist ein knapp drei Kilometer langer Bach im unterfränkischen Landkreis Main-Spessart, der aus nordwestlicher Richtung kommend von rechts in den Main mündet.

## Geographie

### Verlauf
Der Altfelder Graben entsteht im Sandstein-Spessart im Naturraum 141.2 Oberwittbacher Spessartvorland auf dem Gebiet der Gemarkung des
Marktheidenfelder Stadtteils Altfeld aus zwei Quellästen.
Der südliche Hauptquellast entspringt auf einer Höhe von etwa 295 m ü. NHN in der Flur Kirchweg Feld ober dem Sauerweg am Südrand des Altfelder Gewerbegebietes I-II direkt südlich der Michelriether Straße einer nur intermittierend wasserführenden Quelle.
Der stark begradigte Bach fließt zunächst, rechts von einer Wiese und links von einem Ackerfeld gesäumt, etwa hundert Meter südsüdostwärts und knickt dann nördlich der von Michelrieth nach Triefenstein führende Kreisstraße MSP 31 nach Osten. Er läuft nun begleitet von der Kreisstraße knapp dreihundert Meter durch die Felder der Flur Langer Grund und wird dann auf seiner rechten Seite auf der Höhe der Straße Am Schloßfeld von einem kleinen Feldgraben dieser entlang gespeist. Er zieht in weiterhin östlichen Lauf gut zweihundert Meter lang am Nordrand des Gewerbegebietes Altfeld IV entlang, dann zwischen Äckern beidseits der Straße. An der nächsten Nebenstraßenzumündung gut hundert Meter bachabwärts läuft ihm wiederum von rechts ein weiterer Feldgraben zu. Zweihundertfünfzig Meter später unterquert er diagonal die Kreuzung M 31/B 8. Nördlich einer Autobahnmeisterei verschwindet er anschließend verrohrt in den Untergrund und vereinigt sich südlich der Wertheimer Straße mit dem zweiten, nördlichen Quellast, der am Rande des Altfelder Siedlungsbereichs zur Gewebezone um die Straße Am Jöspershecklein entsteht, kurz an der Oberfläche nach Südsüdwesten fließt und danach größtenteils unterirdisch verläuft.
Der nun vereinigte Altfelder Graben fließt südlich der Gasse Am Graben südostwärts, verlässt dann die Ortschaft und betritt bald danach in inzwischen tiefer Taleinkerbung den Wald. Gut hundert Metern später läuft ihm auf seiner linken Seite der aus Nordwesten kommende Kirschengraben zu. Der Altfelder Graben passiert nun die Gemeindegrenze nach Triefenstein und wechselt auf die Gemarkung von dessen Teilort Trennfeld. Er zwängt sich dann östwärts durch eine enge und steile Schlucht. An deren Ende knickt er an einem Feldweg am Rande der Mainaue als dessen hangseitiger Graben fast rechtwinklig nach Südsüdosten ab.
Zweihundert Meter weiter nimmt er die ihm entgegen laufende Abzweigung eines Baches auf, der in seinem Hauptlauf noch einmal so viel weiter flussabwärts zum Main strebt, unterquert dort den Feldweg und setzt sich auf der anderen Seite in einem Graben fort, der nach weiteren reichlich hundert Metern in Richtung Ostnordosten schließlich im Unteren Maintal im Naturraum 141.02 Marktheidenfeld-Wertheimer Maintal auf einer Höhe von 142 m ü. NN bei Mainkilometer 176 von rechts in den aus dem Norden heranfließenden Main mündet.

### Zuflüsse
- Kirschengraben (links)